# Yidam
Le Yidam (tibétain), Ishta-devata (sanskrit : स्वेष्ट देवता IAST : iṣṭadevatā ou iṣṭadeva), ou encore (chinois : 本尊 ; pinyin : běnzūn, prononcé honzon en japonais et Bản Tôn ou Bổn Tôn en vietnamien), est un concept religieux de dévotion (bhakti) de l'hindouisme véhiculé par le bouddhisme sur le sous-continent indien. Il consiste à choisir une déité dite « de prédilection », et à la prier plus spécialement. On parle de support de méditation dans les pratiques tantriques du Vajrayāna.

## Étymologie
- Sanskrit : işţadevatā est un mot composé de işţa: désiré, aimé, révéré, et devatā: déité ou être divin.

- Tibétain : le terme tibétain yi-dam est dit être la contraction de yid-kyi-dam-tshig, c'est-à-dire « samaya de l'esprit » — en d'autres mots, l'état d'être lié de façon indestructible à l'inhérente nature pure et libérée de l'esprit. Yidam est souvent traduit par les termes: déité de méditation, ou déité tutélaire[2]. Le sanskrit exprime le lien de dévotion, alors que le terme tibétain insiste sur la fermeté du lien psychologique et moral (samaya) avec la déité.

## Hindouisme
Par leur long côtoiement au cours de l'histoire, et le jeu des influences mutuelles qui s'ensuivit, l'hindouisme et le bouddhisme partagent de nombreuses techniques et approches spirituelles. Dans ce cas-ci, c'est à partir de l'hindouisme que la méditation et la dévotion envers une déité furent introduites dans le bouddhisme.
Ici aussi les diverses déités sont des personnifications de certains aspects de la réalité ultime appelé Brahman dans la vue non-duelle, ou encore du Dieu ou de la Déesse unique, Ishvara ou Mahādevī, sous les formes multiples de Shiva, Vishnu, etc. Ainsi Ganesh, Shiva, Hanuman sont des dieux très priés en Inde.

## Bouddhisme
Il s'agit d'un Bouddha ou d'un Bodhisattva choisi, ou donné, comme objet de méditation. Dans le cadre d'une liturgie incluant prières, mantras et mudrās, la méditation sur le yidam consiste essentiellement en une visualisation, souvent très élaborée, au cours de laquelle le pratiquant cherche à s'identifier aux qualités intrinsèques du yidam (compassion, sagesse, puissance, etc.) ainsi qu'aux divers symboles du mandala de la déité, c'est-à-dire de son environnement sacré.
La nature d'un yidam est telle que lorsque l'esprit du pratiquant établit un lien avec celui-ci, il ou elle peut compter sans restriction sur cette connexion, et le yidam peut accorder les bienfaits pour lesquels cette connexion a été établie. Ultimement il ne s'agit cependant pas d'un lien avec une déité extérieure, mais bien avec sa propre nature de Bouddha, manifestée sous certains aspects de prédilection, c'est-à-dire en accord avec le tempérament du pratiquant. C'est pourquoi il est souvent préférable que la pratique (sādhana) du yidam soit accordée par le lama, ou gourou.

## Exégèse

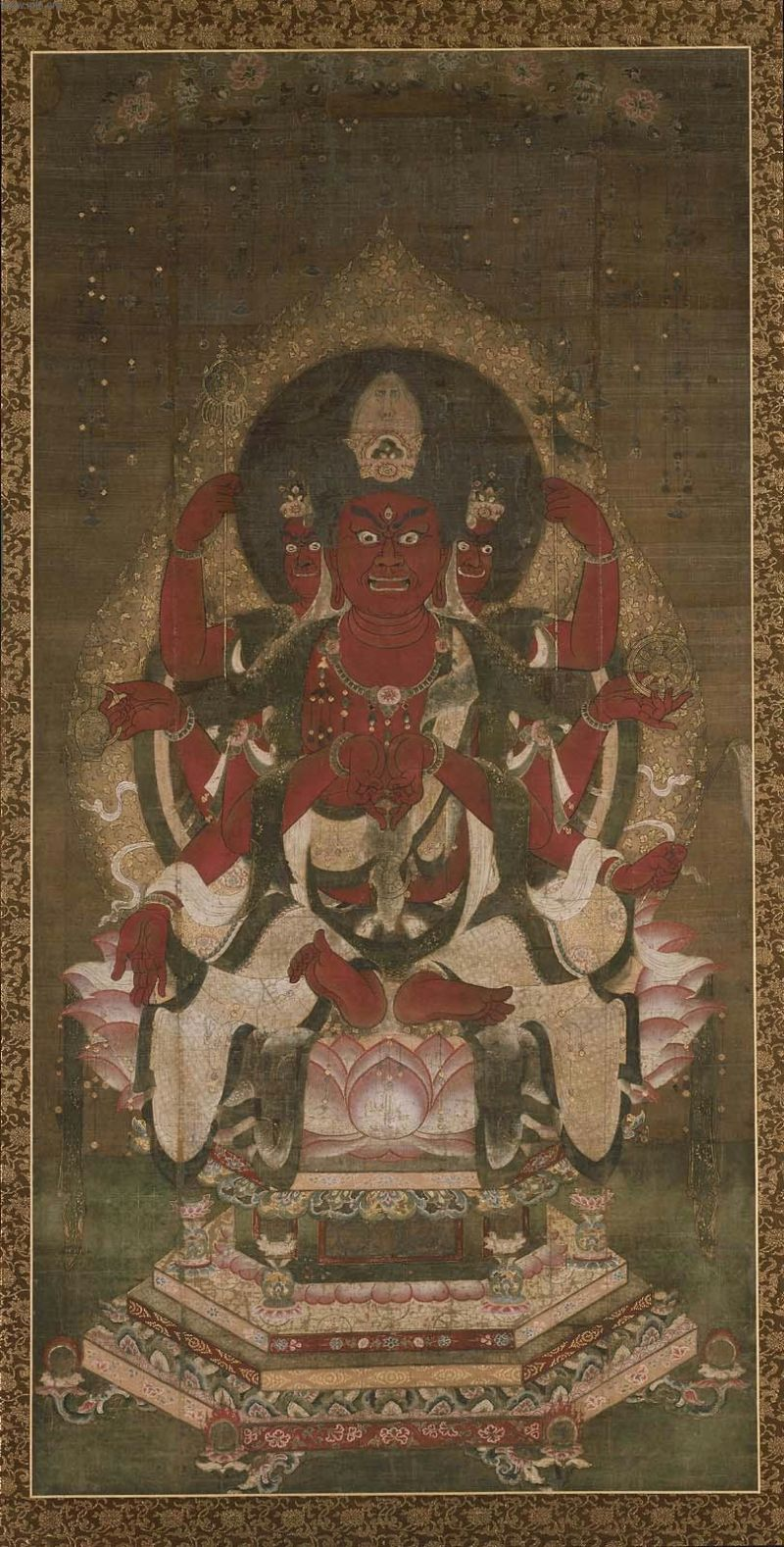
Hayagriva

### Nature
Un Yidam est un être éveillé avec lequel on s'identifie pendant la méditation : on perçoit au travers de cette identification sa propre nature de Bouddha. Les Yidams les plus connus ont une forme courroucée, attitude terrifiante : Hayagriva (manifestation courroucée d'Avalokiteshvara), Vajrakilaya (Dorje Phurba), Samputa, Guhyasamaja, Yamantaka, Hevajra, Kurukulle, Chakrasamvara, Vajrayogini et Kalachakra.
D'autres êtres illuminés tels que les formes paisibles de Bouddhas et Bodhisattvas comme Padmasambhava et Manjusri peuvent aussi être pratiqués en tant que Yidams.
Les Yidams sont à la fois une forme spécifique d'un Bouddha et le potentiel inhérent à chacun de devenir un bouddha. L'élève, après force méditation, doit visualiser les principales caractéristiques de son Yidam jusqu'à réaliser une union complète avec lui et en faire une « réalité ». Par la suite l'élève doit « déconstruire » cette réalité pour comprendre que ce n'est qu'une illusion qui n'a pas d'existence en soi. Le Yidam peut être masculin ou féminin, et se référer à une déité personnelle dont la nature correspond au tempérament psychologique de l'élève.
Selon certaines traditions, le Yidam est considéré comme l'émanation de l'esprit (anglais: mind) de l'adepte. Le Yidam est une apparition des forces archétypes qui représentent non pas le développement spirituel actuel de l'individu, mais les phases finales de son développement spirituel. Ces forces sont en quelques sorte une instruction préparatoire. Le Yidam n'est absolument pas à considérer comme un dieu (les dieux faisant partie du samsara). Lors d'initiations autorisées, le Lama aide le pratiquant à prendre conscience de son propre Yidam.

### Processus
Pendant la pratique (méditation) du stade de génération, un pratiquant (sadhaka) établit une forte familiarité avec le Ishta-deva (un être illuminé) au moyen de la visualisation et d'un haut niveau de concentration. Pendant la pratique du stade d'achèvement, le pratiquant se concentre sur les méthodes permettant d'actualiser la transformation de son propre corps et de son propre esprit en déité  par la méditation et les techniques yogiques de contrôle de l'énergie telles que la maîtrise de la kundalini (tummo en tibétain). Grâce à ces disciplines complémentaires de génération et d'achèvement, on perçoit de plus en plus l'omniprésence de la nature de Bouddha.

Judith Simmer-Brown résume :
... un yidam, une déité méditative personnelle, un puissant symbole rituel représentant simultanément l'esprit du gourou et la lignée des enseignants éclairés, et l'esprit éclairé du pratiquant tantrique. La reconnaissance du caractère inséparable de ces deux éléments est le fondement de la pratique tantrique.
Alexander Berzin en parlant de l'engagement bouddhiste et des vœux de bodhisattva formule un avertissement quant à la sadhana :
Plus précisément, cet engagement signifie ne pas se réfugier dans les dieux ou les esprits. Le bouddhisme, en particulier dans sa forme tibétaine, contient souvent des cérémonies rituelles, ou pujas, dirigées vers diverses figures de Bouddha ou des protecteurs féroces afin d'aider à dissiper les obstacles et à accomplir des objectifs constructifs. La réalisation de ces cérémonies offre des circonstances propices à la maturation des potentiels négatifs en cas d'obstacles insignifiants plutôt que majeurs, et des potentiels positifs pour mûrir plus tôt que tard. Cependant, si nous avons accumulé un potentiel négatif considérable, ces cérémonies sont inefficaces pour éviter les difficultés. Par conséquent, la propitiation des dieux, des esprits, des protecteurs ou même des bouddhas ne remplace jamais le fait de s'occuper de notre karma ; - en évitant les conduites destructrices et en agissant de manière constructive. Le bouddhisme n'est pas une voie spirituelle d'adoration des protecteurs, ni même du Bouddha. La direction sûre de la voie bouddhiste consiste à travailler pour devenir nous-mêmes un bouddha.
Dans les pratiques du bouddhisme tibétain, la « direction sûre », ou les Refuges, est assurée par les Trois Racines, le pratiquant s'appuyant sur un Ishta-deva comme moyen de devenir un Bouddha. Cette pratique est parfois appelée Devata Yoga (voir Pratique tantrique tibétaine).

## Sources
Source pour « Exégèse » : Bardo Thödol, Le livre tibétain des morts, découvert par Siddha Karma Lingpa sur le mont Gampo Dar, préfacé par Lama Anagarika Govinda, présenté par Eva K. Daryay en collaboration avec Gesche Lobsang Dargyay, traduit de l'allemand par Valdo Secretan, revu et corrigé sur le texte tibétain sous la direction de Lama Teunzang au monastère de Karma Migyur Ling, Albin Michel, coll. « Spiritualités vivantes », Paris, 1981.  (ISBN 2226012869)